# Liv-Kjersti Bergman
Liv-Kjersti Bergman (született: Liv-Kjersti Eikeland) Bergen, 1979. március 20. –)  norvég sílövő. A nemzetközi sílövő sportéletben 1998-óta van jelen.
A világkupában 1999-ben indult először. Az egyéni versenyszámokban egyetlen alkalommal állhatott dobogón, 2006-ban Östersundban végzett a második helyen egyéniben.
Világbajnokságon 2005-ben volt először jelen, ekkor érte el eddigi legjobb helyezését is, a váltóval az ötödik helyen zárt.
Tagja volt a 2010-es olimpián induló norvég csapatnak. Egyéniben és sprintben is a hetvenedik helyen végzett, a váltóval pedig negyedik lett.

## Eredményei

### Olimpia
| Év   | Olimpia   | Versenyszám | Versenyszám | Versenyszám   | Versenyszám | Versenyszám | Versenyszám |
| Év   | Olimpia   | Egyéni      | Sprint      | Üldözőverseny | Tömegrajtos | Váltó       |             |
| ---- | --------- | ----------- | ----------- | ------------- | ----------- | ----------- | ----------- |
| 2010 | Vancouver | 70          | 70          | ----          | ----        | 4           |             |

### Világbajnokság
| Év   | Világbajnokság     | Versenyszám | Versenyszám | Versenyszám   | Versenyszám | Versenyszám | Versenyszám  | Versenyszám |
| Év   | Világbajnokság     | Egyéni      | Sprint      | Üldözőverseny | Tömegrajtos | Váltó       | Vegyes váltó |             |
| ---- | ------------------ | ----------- | ----------- | ------------- | ----------- | ----------- | ------------ | ----------- |
| 2005 | Hochfilzen         | 16          | ----        | ----          | ----        | 5           | ----         |             |
| 2005 | Hanti-Manszijszk   | ----        | ----        | ----          | ----        | ----        | 10           |             |
| 2007 | Antholz-Anterselva | 30          | ----        | ----          | ----        | ----        | ----         |             |
| 2009 | Phjongcshang       | ----        | ----        | ----          | ----        | 11          | ----         |             |

### Világkupa
| Idény   | Összesített eredmény Helyezés (Pontszám) | Összesített eredmény Helyezés (Pontszám) | Összesített eredmény Helyezés (Pontszám) | Összesített eredmény Helyezés (Pontszám) | Összesített eredmény Helyezés (Pontszám) |
| Idény   | Összetett                                | Egyéni                                   | Sprint                                   | Üldözőverseny                            | Tömegrajtos                              |
| ------- | ---------------------------------------- | ---------------------------------------- | ---------------------------------------- | ---------------------------------------- | ---------------------------------------- |
| 2001/02 | 95 (56)                                  | 0                                        | 35 (51)                                  | 144 (5)                                  | 0                                        |
| 2002/03 |                                          |                                          |                                          |                                          |                                          |
| 2003/04 | 41 (61)                                  | 42 (7)                                   | 42 (33)                                  | 40 (21)                                  | 0                                        |
| 2004/05 | 46 (57)                                  | 25 (39)                                  | 56 (13)                                  | 63 (5)                                   | 0                                        |
| 2005/06 | 60 (25)                                  | 34 (16)                                  | 72 (3)                                   | 58 (6)                                   | 0                                        |
| 2006/07 | 44 (67)                                  | 20 (47)                                  | 0                                        | 60 (4)                                   | 37 (16)                                  |
| 2007/08 | 53 (26)                                  | 35 (15)                                  | 0                                        | 46 (11)                                  | 0                                        |
| 2008/09 | 60 (88)                                  | 46 (26)                                  | 49 (55)                                  | 73 (7)                                   | 0                                        |
| 2009/10 | 72 (30)                                  | 50 (21)                                  | 79 (8)                                   | 77 (1)                                   | 0                                        |
| 2010/11 |                                          |                                          |                                          |                                          |                                          |

| 2002/03    | | | Breznóbánya Váltó                                                                                     |
| 2003/04    | Kontiolahti Váltó                                                                                     | | |
| 2004/05    | | | |
| 2005/06    | | | |
| 2006/07    | | Östersund Egyéni                                                                                      | |
| 2007/08    | | | |
| 2008/09    | | | |
| 2009/10    | | | Ruhpolding Váltó                                                                                      |
| 2010/11    | | | |
| Összesítés | Egyéni: 0 Sprint: 0 Üldözőverseny: 0 Tömegrajtos: 0 Váltó: 1 Vegyes váltó: 0 ------------ Összesen: 1 | Egyéni: 1 Sprint: 0 Üldözőverseny: 0 Tömegrajtos: 0 Váltó: 0 Vegyes váltó: 0 ------------ Összesen: 1 | Egyéni: 0 Sprint: 0 Üldözőverseny: 0 Tömegrajtos: 0 Váltó: 2 Vegyes váltó: 0 ------------ Összesen: 2 |